# Società italiana di scienza dell'alimentazione
La Società italiana di scienza dell'alimentazione (SISA) è un'associazione scientifica culturale non avente scopo di lucro che svolge attività di ricerca scientifica sul tema della produzione alimentare, della nutrizione e della dietetica fondata nel 1966.

## Attività
La SISA opera senza fini di lucro e ha come compito istituzionale primario favorire gli incontri e gli scambi fra cultori di scienza dell'alimentazione e della nutrizione.
Il suo impegno è dedicato principalmente a:
- realizzare e diffondere documenti e pubblicazioni rilevanti nel campo di attività della Società.
- mantenere stretto legame fra ricerca scientifica e industria agroalimentare.
- coordinare attività di ricerca e di studio aventi per scopo la conoscenza degli alimenti nell'alimentazione, nutrizione e tecnologia.
- partecipare ad iniziative e programmi di educazione alimentare.